# ロドリゲス三重点
座標: 南緯25度30分 東経70度00分 / 南緯25.500度 東経70.000度

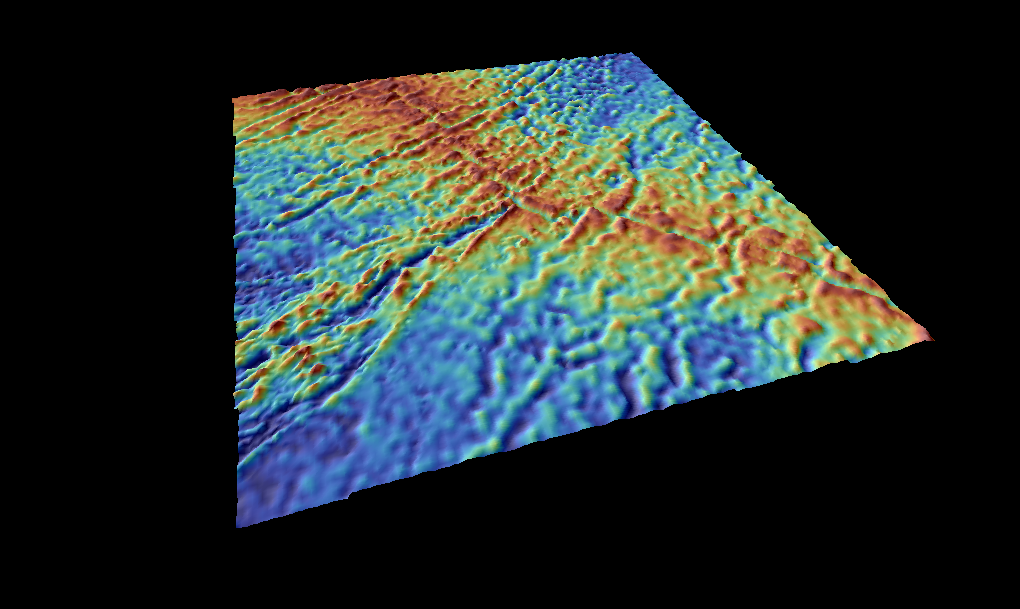
ロドリゲス三重点（色別標高図）

ロドリゲス三重点(Rodrigues Triple Point)はインド洋にある地学的ポイント。3つの海嶺が交差する三重点（R-R-R型）である。モーリシャスのロドリゲス島沖にあり、中央インド洋海嶺・南西インド洋海嶺・南東インド洋海嶺が交差している。南極プレート・インド・オーストラリアプレート・アフリカプレートの境界ともなっている。水深は約2,400m。